# Sostrata
Sostrata là một chi bướm ngày thuộc họ Bướm nâu.